# Tètic
En música, s'anomena tètic el començament d'una peça si aquesta comença en tesi (o temps fort), és a dir, si la primera nota coincideix amb el primer accent del compàs.
En música hi ha tres tipus de començament: tètic, acèfal i anacrúsic.